# Kwame Brown
Kwame Hasani Brown (Charleston, 10 maart 1982) is een Amerikaans voormalig basketballer.

## Carrière
Brown werd rechtstreeks van de middelbare school geselecteerd als eerste in de eerste ronde door de Washington Wizards. Hij werd daarmee de eerste speler die rechtstreeks van de middelbare school werd geselecteerd en als eerste werd gekozen in de draft. Hij speelde van 2001 tot 2005 voor de Wizards. In zijn eerste seizoen speelde hij 57 wedstrijden en mocht hij drie keer starten, maar hij geraakte aan maar een gemiddelde van 4,5 punten per wedstrijd. Het daaropvolgende seizoen speelde hij 80 wedstrijden voor de Wizzards en kreeg hij dubbel zoveel speeltijd, wat ook tot een verbetering van zijn resultaten leidde. In zijn derde seizoen speelde hij 75 wedstrijden waarvan 57 als starter. In zijn vierde en laatste seizoen in Washington speelde hij maar een half seizoen na enkele zware blessures.
In augustus 2005 trad hij samen met Laron Profit toe tot de Los Angeles Lakers, in ruil voor Chucky Atkins en Caron Butler. Bij de Lakers kende hij een relatief goed eerste seizoen, maar het volgende anderhalve seizoen moest hij vaak door blessures wedstrijden aan zich laten voorbijgaan. In het seizoen 2007/08 stapte hij samen met Javaris Crittenton en Aaron McKie over naar de Memphis Grizzlies, in ruil voor Pau Gasol. Hij speelde de rest van het seizoen uit bij de Grizzlies. In augustus 2008 tekende hij bij de Detroit Pistons, waar hij twee seizoenen speelde en waarmee hij een keer de play-offs haalde.
Het seizoen 2010/11 bracht hij door bij de Charlotte Bobcats en het seizoen 2011/12 bij de Golden State Warriors. Zij ruilden hem in maart 2012 samen met Monta Ellis en Ekpe Udoh voor Andrew Bogut en Stephen Jackson van de Milwaukee Bucks, waar hij echter nooit voor speelde. In de zomer tekende hij een contract met de Philadelphia 76ers, waar hij het seizoen 2012/13 bij speelde. In november 2013 werd zijn contract ontbonden.
In 2017 werd hij als vijfde gekozen in de eerste draft van de BIG3 en speelde hij voor de 3 Headed Monsters, waarmee hij in de finale verloor van Trilogy.

## Privéleven
Brown is een neef van Jabari Smith en de oom van diens zoon Jabari Smith Jr. Beiden zijn ook basketballers.

## Statistieken

### Regulier seizoen
| Seizoen  | Team                  | WG  | WS  | MPW  | 2P%  | 3P%  | FW%  | RPW | APW | SPW | BPW | PPW  |
| -------- | --------------------- | --- | --- | ---- | ---- | ---- | ---- | --- | --- | --- | --- | ---- |
| 2001/02  | Washington Wizards    | 57  | 3   | 14,3 | 38,7 | 0,0  | 70,7 | 3,5 | 0,8 | 0,3 | 0,5 | 4,5  |
| 2002/03  | Washington Wizards    | 80  | 20  | 22,2 | 44,6 | 0,0  | 66,8 | 5,3 | 0,7 | 0,6 | 1,0 | 7,4  |
| 2003/04  | Washington Wizards    | 74  | 57  | 30,3 | 48,9 | 50,0 | 68,3 | 7,4 | 1,5 | 0,9 | 0,7 | 10,9 |
| 2004/05  | Washington Wizards    | 42  | 14  | 21,6 | 46,0 | 0,0  | 57,4 | 4,9 | 0,9 | 0,6 | 0,4 | 7,0  |
| 2005/06  | Los Angeles Lakers    | 72  | 49  | 27,5 | 52,6 | 0,0  | 54,5 | 6,6 | 1,0 | 0,4 | 0,6 | 7,4  |
| 2006/07  | Los Angeles Lakers    | 41  | 28  | 27,6 | 59,1 | 0,0  | 44,0 | 6,0 | 1,8 | 1,0 | 1,2 | 8,4  |
| 2007/08  | Los Angeles Lakers    | 23  | 14  | 22,1 | 51,5 | 0,0  | 40,6 | 5,7 | 1,2 | 0,7 | 0,8 | 5,7  |
| 2007/08  | Memphis Grizzlies     | 15  | 1   | 13,6 | 48,7 | 0,0  | 41,2 | 3,8 | 1,1 | 0,4 | 0,3 | 3,5  |
| 2008/09  | Detroit Pistons       | 58  | 30  | 17,2 | 53,3 | 0,0  | 51,6 | 5,0 | 0,6 | 0,4 | 0,4 | 4,2  |
| 2009/10  | Detroit Pistons       | 48  | 1   | 13,8 | 50,0 | 0,0  | 33,7 | 3,7 | 0,5 | 0,3 | 0,3 | 3,3  |
| 2010/11  | Charlotte Bobcats     | 66  | 50  | 26,0 | 51,7 | 0,0  | 58,9 | 6,8 | 0,7 | 0,4 | 0,6 | 7,9  |
| 2011/12  | Golden State Warriors | 9   | 3   | 20,8 | 52,5 | 0,0  | 44,1 | 6,3 | 0,4 | 0,9 | 0,0 | 6,3  |
| 2012/13  | Philadelphia 76ers    | 22  | 11  | 12,2 | 45,9 | 0,0  | 36,8 | 3,4 | 0,4 | 0,3 | 0,5 | 1,9  |
| Carrière | Carrière              | 607 | 281 | 22,1 | 49,2 | 11,1 | 57,0 | 5,5 | 0,9 | 0,5 | 0,6 | 6,6  |

### Play-offs
| Seizoen  | Team               | WG | WS | MPW  | 2P%  | 3P% | FW%  | RPW | APW | SPW | BPW | PPW  |
| -------- | ------------------ | -- | -- | ---- | ---- | --- | ---- | --- | --- | --- | --- | ---- |
| 2004/05  | Washington Wizards | 3  | 0  | 20,0 | 38,5 | 0,0 | 55,6 | 5,0 | 1,0 | 0,0 | 0,7 | 5,0  |
| 2005/06  | Los Angeles Lakers | 7  | 7  | 32,1 | 52,3 | 0,0 | 71,0 | 6,6 | 1,0 | 0,3 | 0,9 | 12,9 |
| 2006/07  | Los Angeles Lakers | 5  | 5  | 26,6 | 52,8 | 0,0 | 55,6 | 5,6 | 0,2 | 0,2 | 0,8 | 8,6  |
| 2008/09  | Detroit Pistons    | 3  | 0  | 16,0 | 37,5 | 0,0 | 75,0 | 5,0 | 0,0 | 0,0 | 1,0 | 3,0  |
| Carrière | Carrière           | 18 | 12 | 25,9 | 50,0 | 0,0 | 66,0 | 5,8 | 0,6 | 0,2 | 0,8 | 8,7  |